# ستيفن بايجلمان
ستيفن جاي بايجلمان هو كاتب سيناريو ومنتج و مخرج كندي. وقد كتب سيناريوهات فيلم الدراما والجريمة شعور مينيسوتا (1996)، وفيلم الجريمة حارس الأخ (2002)، وفيلم السيرة الذاتية والدراما انهض (2014)، وفيلم السيرة الذاتية والدراما بأميال (2015). أنشأ بايجلمان أيضًا المسلسل التلفزيوني لقناة أيه بي سي المختارات المدينة الفاسدة (2015) ، والذي يعمل فيه أيضًا كمنتج تنفيذي.

## وصلات خارجية
- ستيفن بايجلمان على موقع IMDb (الإنجليزية)
- ستيفن بايجلمان على موقع قاعدة بيانات الفيلم (الإنجليزية)